# Midas à la source du Pactole
Midas à la source du Pactole est un tableau réalisé par le peintre français Nicolas Poussin vers 1626. De format horizontal, cette huile sur toile est une peinture mythologique s'inspirant des Métamorphoses d'Ovide. Elle représente Midas assis près de la source du Pactole, dans les eaux de laquelle un jeune homme torse nu remarque des paillettes d'or. Legs de Joseph Fesch à la ville d'Ajaccio en 1839, l'œuvre est conservée au musée Fesch. Elle y a fait l'objet d'un vol en février 2011, avant d'être retrouvée sur un parking au bout de quelques mois.